# 35e régiment d'infanterie (États-Unis)
Pour les articles homonymes, voir 35e régiment d'infanterie.
Le 35e régiment d'infanterie des États-Unis  est un régiment de l'armée américaine créé en 1916.